# Los Angeles Clippers 1989-1990
La stagione 1989-90 dei Los Angeles Clippers fu la 20ª nella NBA per la franchigia.
I Los Angeles Clippers arrivarono sesti nella Pacific Division della Western Conference con un record di 30-52, non qualificandosi per i play-off.

## Roster
| N° | Naz.                   | Ruolo | Sportivo         | Anno | Alt. | Peso |
| -- | ---------------------- | ----- | ---------------- | ---- | ---- | ---- |
| 00 | Stati Uniti (bandiera) | C     | Benoit Benjamin  | 1964 | 213  | 113  |
| 3  | Stati Uniti (bandiera) | G     | Jay Edwards      | 1969 | 193  | 84   |
| 4  | Stati Uniti (bandiera) | GA    | Ron Harper       | 1964 | 198  | 84   |
| 5  | Stati Uniti (bandiera) | AC    | Danny Manning    | 1966 | 208  | 104  |
| 11 | Stati Uniti (bandiera) | G     | Winston Garland  | 1964 | 188  | 77   |
| 12 | Norvegia (bandiera)    | C     | Torgeir Bryn     | 1964 | 206  | 113  |
| 12 | Stati Uniti (bandiera) | G     | Jim Les          | 1963 | 180  | 75   |
| 12 | Stati Uniti (bandiera) | G     | Andre Turner     | 1964 | 180  | 73   |
| 14 | Stati Uniti (bandiera) | G     | Carlton McKinney | 1964 | 193  | 86   |
| 15 | Stati Uniti (bandiera) | G     | Jeff Martin      | 1967 | 196  | 88   |
| 20 | Stati Uniti (bandiera) | G     | Steve Harris     | 1963 | 196  | 88   |
| 22 | Stati Uniti (bandiera) | G     | Tom Garrick      | 1966 | 188  | 84   |
| 23 | Stati Uniti (bandiera) | G     | Gary Grant       | 1965 | 191  | 84   |
| 24 | Stati Uniti (bandiera) | AC    | Joe Wolf         | 1964 | 211  | 104  |
| 33 | Stati Uniti (bandiera) | A     | Ken Norman       | 1964 | 203  | 98   |
| 34 | Stati Uniti (bandiera) | GA    | Reggie Williams  | 1964 | 201  | 86   |
| 42 | Stati Uniti (bandiera) | GA    | Michael Young    | 1961 | 201  | 100  |
| 44 | Stati Uniti (bandiera) | G     | David Rivers     | 1965 | 183  | 77   |
| 51 | Stati Uniti (bandiera) | AC    | Ken Bannister    | 1960 | 206  | 107  |
| 54 | Stati Uniti (bandiera) | AC    | Charles D. Smith | 1965 | 208  | 104  |

## Staff tecnico
- Allenatore: Don Casey
- Vice-allenatori: Joe Roberts, Bob Staak, Dave Twardzik
- Preparatore atletico: Bernie LaReau